# Unione Sportiva Cremonese 1932-1933
Questa pagina raccoglie le informazioni riguardanti l'Unione Sportiva Cremonese nelle competizioni ufficiali della stagione 1932-1933.

## Stagione
La Cremonese ha ottenuto la dodicesima posizione in classifica con 26 punti nel campionato di Serie B della stagione 1932-1933.

## Rosa
| N. |                   | Ruolo | Calciatore        |
| -- | ----------------- | ----- | ----------------- |
|    | Italia (bandiera) | D     | Pietro Balestreri |
|    | Italia (bandiera) | C     | Pietro Camisaschi |
|    | Italia (bandiera) | A     | Alfio Cavicchioli |
|    | Italia (bandiera) | C     | Walter Corsanini  |
|    | Italia (bandiera) | C     | Bruno Cresci      |
|    | Italia (bandiera) | C     | Luigi Croci       |
|    | Italia (bandiera) | D     | Arsenio Dacquati  |
|    | Italia (bandiera) | A     | Loris Desti       |
|    | Italia (bandiera) | C     | Umberto Ferrari   |
|    | Italia (bandiera) | P     | Ugo Ferrazzi      |
|    | Italia (bandiera) | C     | Bruno Foglia      |
|    | Italia (bandiera) | C     | Pio Gramigna      |

| N. |                   | Ruolo | Calciatore         |
| -- | ----------------- | ----- | ------------------ |
|    | Italia (bandiera) | A     | Achille Mainardi   |
|    | Italia (bandiera) | D     | Alfredo Mattioli   |
|    | Italia (bandiera) | C     | Lino Mosca         |
|    | Italia (bandiera) | D     | Libero Pollastri   |
|    | Italia (bandiera) | A     | Erminio Reggiani   |
|    | Italia (bandiera) | C     | Pietro Sbalzarini  |
|    | Italia (bandiera) | A     | Stefano Simonini   |
|    | Italia (bandiera) | A     | Clotario Staffetta |
|    | Italia (bandiera) | D     | Gianni Tommasini   |
|    | Italia (bandiera) | C     | Ettore Travagin    |
|    | Italia (bandiera) | A     | Leo Trovati        |
|    | Italia (bandiera) | A     | Eligio Vecchi      |

## Risultati

### Serie B

#### Girone di andata
| Arbitro: | Gianelli (Genova) |

|             |           |              |
| Bedetti 68’ | Marcatori | 76’ Reggiani |

| Arbitro: | Guarnieri (Milano) |

|              |           |             |
| Reggiani 78’ | Marcatori | 50’ Bermone |

| Arbitro: | Gonani (Ravenna) |

|                                                            |           |                |
| Vecchi 6’ Croci 8’ (rig.) Vecchi 12’ Trovati 67’ Croci 77’ | Marcatori | 65’ 66’ Lorini |

| Arbitro: | Collina (Savona) |

|           |           |              |
| Negri 27’ | Marcatori | 28’ Reggiani |

| Arbitro: | Rovida (Milano) |

|                                                               |           |  |
| Miniati 6’ Martini 35’ Silvestri 68’ Miniati 69’ Nehadoma 70’ | Marcatori |  |

| Arbitro: | Mattea (Torino) |

|                                            |           |                              |
| Gramigna 2’ Trovati 29’ 50’ Camisaschi 58’ | Marcatori | 74’ Fradelloni 85’ D'Alberto |

| Arbitro: | Mastellari (Bologna) |

|                                 |           |                                               |
| Rossi 20’ (rig.) Baccaglini 32’ | Marcatori | 40’ (aut.) Bianchi 42’ Staffetta 87’ Reggiani |

| Arbitro: | Gonani (Ravenna) |

|  |           |                |
|  | Marcatori | 41’ Baldinotti |

| 20 novembre 1932 9ª giornata | Monfalconese CNT | – | Cremonese |  |

| Arbitro: | Guarnieri (Milano) |

|               |           |            |
| Staffetta 30’ | Marcatori | 38’ Marini |

| Arbitro: | Carletti (Ancona) |

|  |           |                                 |
|  | Marcatori | 20’ (rig.) Ravetta 80’ Rizzotti |

| Arbitro: | Beraldi (Oneglia) |

|              |           |  |
| Gianelli 48’ | Marcatori |  |

| Arbitro: | U.Gama (Milano) |

|                         |           |                         |
| Trovati 1’ Gramigna 73’ | Marcatori | 14’ Rebolino 47’ Comini |

| Arbitro: | Melandri (Savona) |

|                              |           |                         |
| Reggiani 12’ 35’ Trovati 41’ | Marcatori | 38’ Marini 74’ Battioni |

| Arbitro: | Mazzarini (Roma) |

|                                                  |           |  |
| Mestroni 72’ Frisoni II 80’ (rig.) Gibertoni 82’ | Marcatori |  |

| Arbitro: | Brunelli (Bologna) |

|                      |           |                                |
| Barni 35’ 51’ (rig.) | Marcatori | 47’ 65’ Vecchi 74’ Cavicchioli |

| Arbitro: | Canetta (Alessandria) |

|                                     |           |                  |
| Reggiani 7’ Vecchi 70’ Reggiani 83’ | Marcatori | 52’ Borgo 82’ Re |

#### Girone di ritorno
| Arbitro: | Levrero (Genova) |

|                                     |           |  |
| Vecchi 19’ Reggiani 30’ Trovati 44’ | Marcatori |  |

| La Spezia 26 febbraio 19ª giornata | Spezia                | 0 – 0 | Cremonese | Stadio Alberto Picco\| Arbitro: \| Beretta (Novi Ligure) \| |
| Arbitro:                           | Beretta (Novi Ligure) |       |           |                                                             |

| Arbitro: | Sassi (Roma) |

|            |           |  |
| Romano 20’ | Marcatori |  |

| Arbitro: | Pizziolo (Firenze) |

|  |           |                |
|  | Marcatori | 10’ Baccilieri |

| Arbitro: | Corradini (Bologna) |

|               |           |              |
| Staffetta 85’ | Marcatori | 56’ Nehadoma |

| Arbitro: | Sassi (Roma) |

|                                         |           |                             |
| D'Alberto 25’ (rig.) Zambianchi 45’ 59’ | Marcatori | 69’ Cavicchioli 80’ Trovati |

| Arbitro: | Brunelli (Bologna) |

|             |           |                        |
| Reggiani 5’ | Marcatori | 30’ Giuge 31’ Donaglio |

| Arbitro: | Melandri (Savona) |

|                               |           |  |
| Pizziolo II 36’ Subinaghi 38’ | Marcatori |  |

| 23 aprile 1933 26ª giornata | Monfalconese CNT | – | Cremonese |  |

| Arbitro: | Corradini (Bologna) |

|                         |           |  |
| Pachera 15’ Biagini 81’ | Marcatori |  |

| Arbitro: | Moretti (Genova) |

|                    |           |                           |
| Cappellini 23’ 49’ | Marcatori | 20’ Simonini 90’ Reggiani |

| Arbitro: | Piccoli (Bologna) |

|                                                                  |           |           |
| Gramigna 5’ Reggiani 8’ (rig.) 20’ 65’ Corsanini 70’ Trovati 88’ | Marcatori | 44’ Fibbi |

| Arbitro: | Brunelli (Bologna) |

|                        |           |  |
| Comini 42’ Dossena 64’ | Marcatori |  |

| Arbitro: | Canetta (Alessandria) |

|                                    |           |                        |
| Marini 39’ Ostromann 47’ Curto 54’ | Marcatori | 43’ Vecchi 62’ Trovati |

| Arbitro: | Corradini (Bologna) |

|  |           |                 |
|  | Marcatori | Bianchi 12’ 63’ |

| Arbitro: | Brunelli (Bologna) |

|                                       |           |              |
| Vecchi 23’ Foglia 33’ 59’ Trovati 65’ | Marcatori | 43’ Tasselli |

| Arbitro: | Uccello (Napoli) |

|                                                                    |           |  |
| Sassetti 1’ Ferretti 7’ Corallo 10’ Ferretti 66’ (rig.) Re 70’ 78’ | Marcatori |  |